# Mbira
Le mbira est un instrument de musique idiophone d'Afrique subsaharienne ; plus précisément c'est un lamellophone composé d'un support en bois sur lequel sont fixées des lamelles métalliques de formes et tailles variées. Il a de nombreux noms selon les régions et ethnies, en particulier en République démocratique du Congo : likembe, mbila, mbira huru, mbira njari, mbira nyunga nyunga, nhare, matepeand njari, sansu, zanzu, karimbao, marimba, karimba, kalimba, okeme, ubo, sanza, gyilgo, lukeme (Ouganda). Les colons européens l'ont appelé piano à pouces ou piano à doigts. Il est proche du marimbula des Caraïbes.
L'instrument est connu sur d'autres continents dont l'Amérique depuis avant la découverte, mais aussi en Asie, en particulier en Sibérie. Il est très populaire au Chili par exemple. Traditionnellement, il est lié à de nombreuses légendes : unification de peuples en Afrique, 7 merveilles en Chine, harmonie et voix des ancêtres ailleurs. Il est aussi utilisé actuellement dans les musiques de relaxation.
Généralement de petite taille et transportable, on en joue en le tenant dans les mains, les pouces levés faisant vibrer les lamelles de longueurs différentes et en nombre variable (de cinq à plus d'une vingtaine), selon diverses gammes. Le corps est souvent creux, faisant office de caisse de résonance. Il peut être notamment constitué d'une moitié de noix de coco pour les kalimbas.
Le faible volume sonore de l'instrument le destine plutôt à des manifestations intimes, en accompagnement du chant. Mais on note des versions plus volumineuses dans la région du Kasaï (voir les video du Kasaï Allstar), où le musicien peut être assis sur son instrument.
Facile à transporter et à utiliser, peu onéreux, l'instrument a dépassé la sphère de la musique traditionnelle africaine pour être fabriqué industriellement (en particulier en Chine) à destination d'un public occidental qui perçoit ses douces sonorités comme propice à l'éveil sonore et musical des jeunes enfants. La plupart de ces modèles industriels étant accordés en do ou fa majeur, il est désormais possible de trouver des dizaines de partitions et tablatures dédiées spécialement à cet instrument afin d'être en mesure d'interpréter des mélodies populaires.
Maurice White, chanteur et leader du groupe funk Earth, Wind and Fire a popularisé cet instrument dans les années 70, notamment en 1973 sur le titre Evil, de l'album Head to the Sky. Phil Collins, sur son album No Jacket Required, publié en mai 1985, joue de cet instrument sur la chanson Long Long Way to Go avec Sting qui fait les chœurs. 
Paul Simon sur l'album « Graceland » (1986)  l'a ramené sur le devant de la scène occidentale.
Steve Hackett, guitariste du groupe Genesis, utilise aussi cet instrument sur l'album Wind and Wuthering. Geoffrey Oryema l'utilisait régulièrement. David Byrne aussi, sur l'album  « Love This Giant »(2018).

## Acoustique
Contrairement aux instruments à cordes ou à vent, la note d'une lamelle est inharmonique , donnant au mbira un timbre caractéristique.
Les lamelles de la plupart des mbira se disposent avec les notes descendant du centre vers l'extérieur dans une alternance droite-gauche de la gamme. Lorsqu'une lamelle est pincée/frottée, les adjacentes vibrent également, et ces vibrations secondaires d'harmonisation jouent un rôle similaire aux harmoniques d'un instrument à cordes, augmentant ainsi la complexité harmonique d'une note individuelle.
La caisse de résonance est parfois percée d'une rosace au centre de la table d'harmonie, voire au dos pour être obturée par les doigts et donner un effet wah-wah. Elle peut être aussi amplifiée par une autre caisse, faite en particulier d'une calebasse ou d'une moitié de noix de coco, ou encore recevoir des capsules de bouteilles qui accentuent l'effet de vibrato métallique. En concert, la prise de son peut s'effectuer par un micro ventouse ou par tout autre dispositif comme pour les instruments à corde.
Il est à noter qu'en fonction de la matière utilisée (acajou, acacia, noyer, verre, acrylique, etc.) pour la fabrication de la table d'harmonie du Kalimba ou de la présence ou non d'une caisse de résonance, les sonorités émises varieront ce qui implique un choix important pour le futur instrumentiste.
Les mbiras de grande dimension (de 50cm à un mètre) permettent au musicien de s'assoir dessus, disposant de l'ordre de 5 lamelles à droite et autant à gauche ce qui donne un son particulier. Ils peuvent être amplifiés comme dans le cas du groupe Kasaï Allstar.

## Accordages

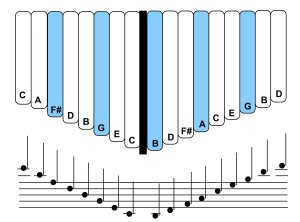
Table d'accordage (exemple) d'un kalimba à 17 lames.

- Table d'accordage (exemple) d'un kalimba à 17 lames.Nyamaropa (Mode mixolydien), culture Shona
- Dambatsoko (Mode ionien)
- Katsanzaira (Mode dorien)
- Mavembe (ou Gandanga) (Mode phrygien)
- Nemakonde (Mode phrygien)
- Saungweme

L'accordage peut se faire à l'aide d'un petit marteau en métal ou d'un dé à coudre.

## Histoire
Différents types d'idiophones et de lamellaphones sont présents en Afrique depuis des milliers d'années. Les lamelles étaient à l'origine en bambou, puis des clés de métal ont été développées. Le mbira semble avoir été inventé deux fois en Afrique : un instrument en bois ou en bambou est apparu sur la côte ouest il y a environ 3000 ans, et des lamellophones en métal sont conçus dans la vallée du Zambèze il y a environ 1300 ans. Ces derniers ont voyagé à travers le continent, devenant populaire parmi les Shonas du Zimbabwe (d'où vient le mot Mbira) et d'autres groupes ethniques au Zimbabwe et au Mozambique. Le mbira s'est différencié sous sa forme physique et ses utilisations sociales à mesure qu'il se répandait. Des instruments de type Kalimba sont présents d'Afrique du Nord jusqu'à l'étendue méridionale du désert du Kalahari et de la côte est à la côte ouest, bien que beaucoup d'ethnies africaines l'ignorent dans leur instrumentarium.
Au milieu des années 1950, la mbira a servi de base au développement de la kalimba, une version occidentalisée conçue et commercialisée par l'ethnomusicologue Hugh Tracey, ce qui a entraîné une expansion considérable de sa distribution en dehors du continent originel.
L’art de fabriquer et de jouer la mbira/sanza, lamellophone traditionnel au Malawi et au Zimbabwe est inscrit sur la liste représentative du patrimoine culturel immatériel de l'humanité par l'UNESCO en décembre 2020.

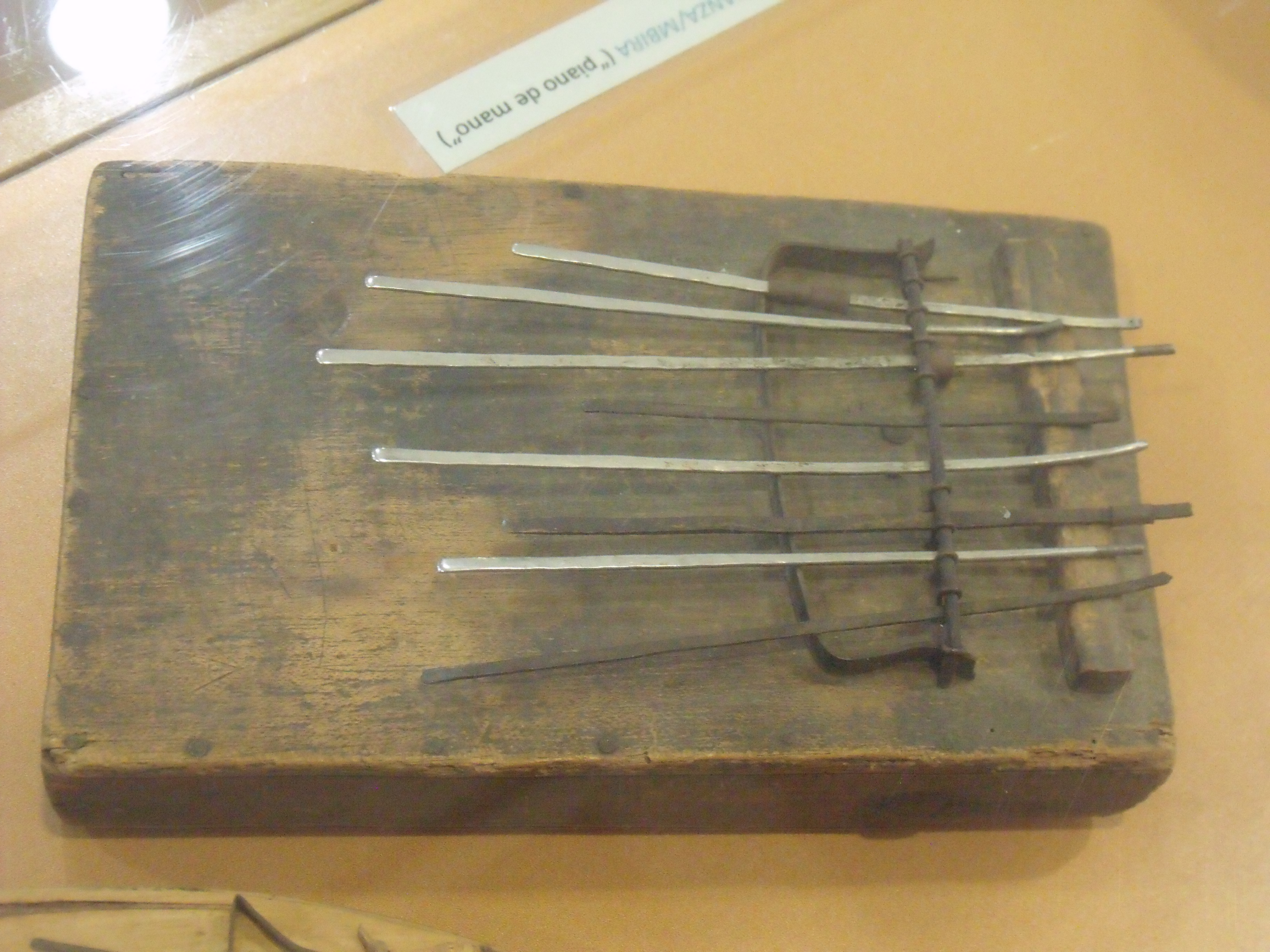
Mbira traditionnel et artisanal, à cinq lamelles.
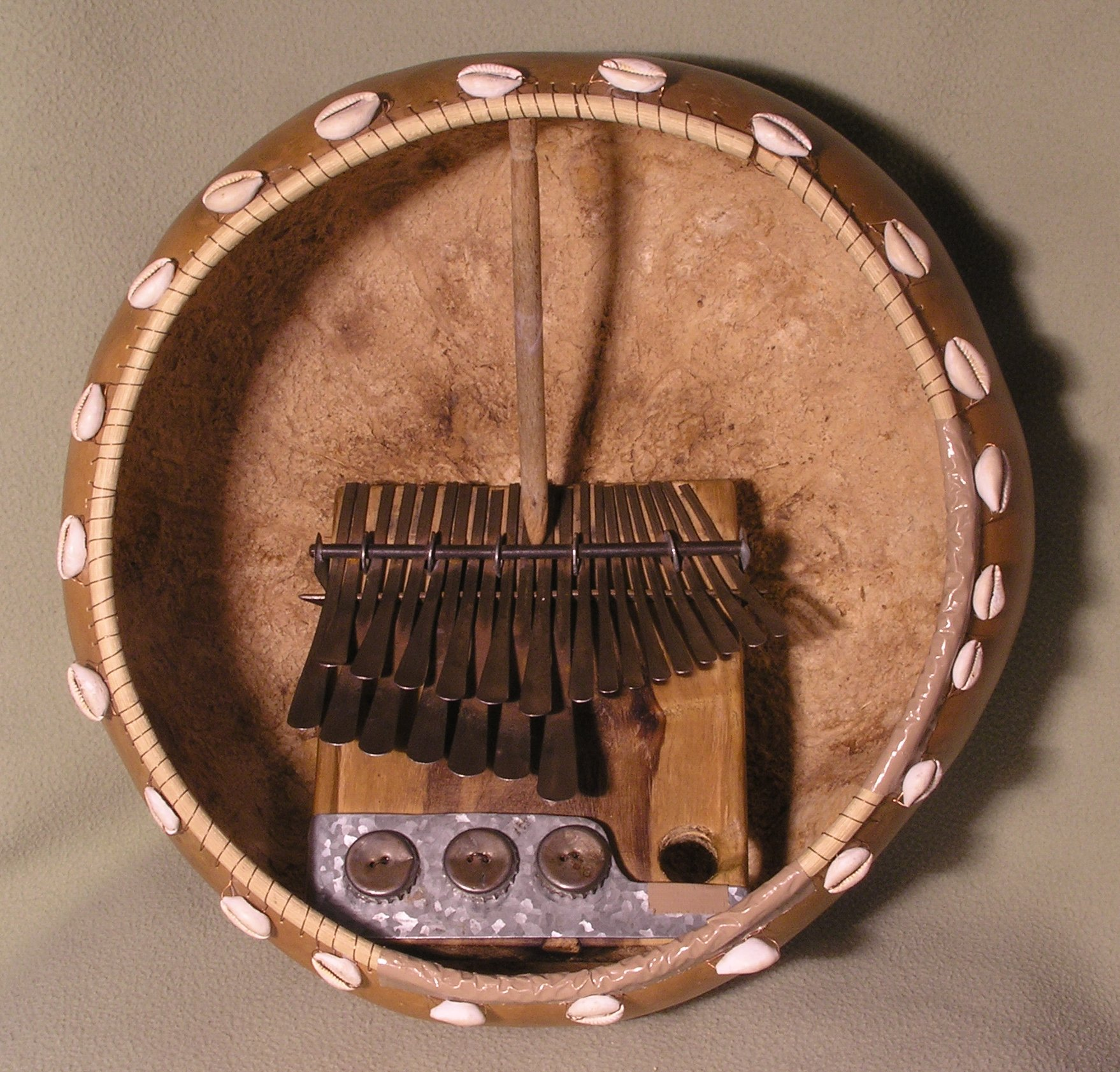
L'instrument inséré dans une calebasse.
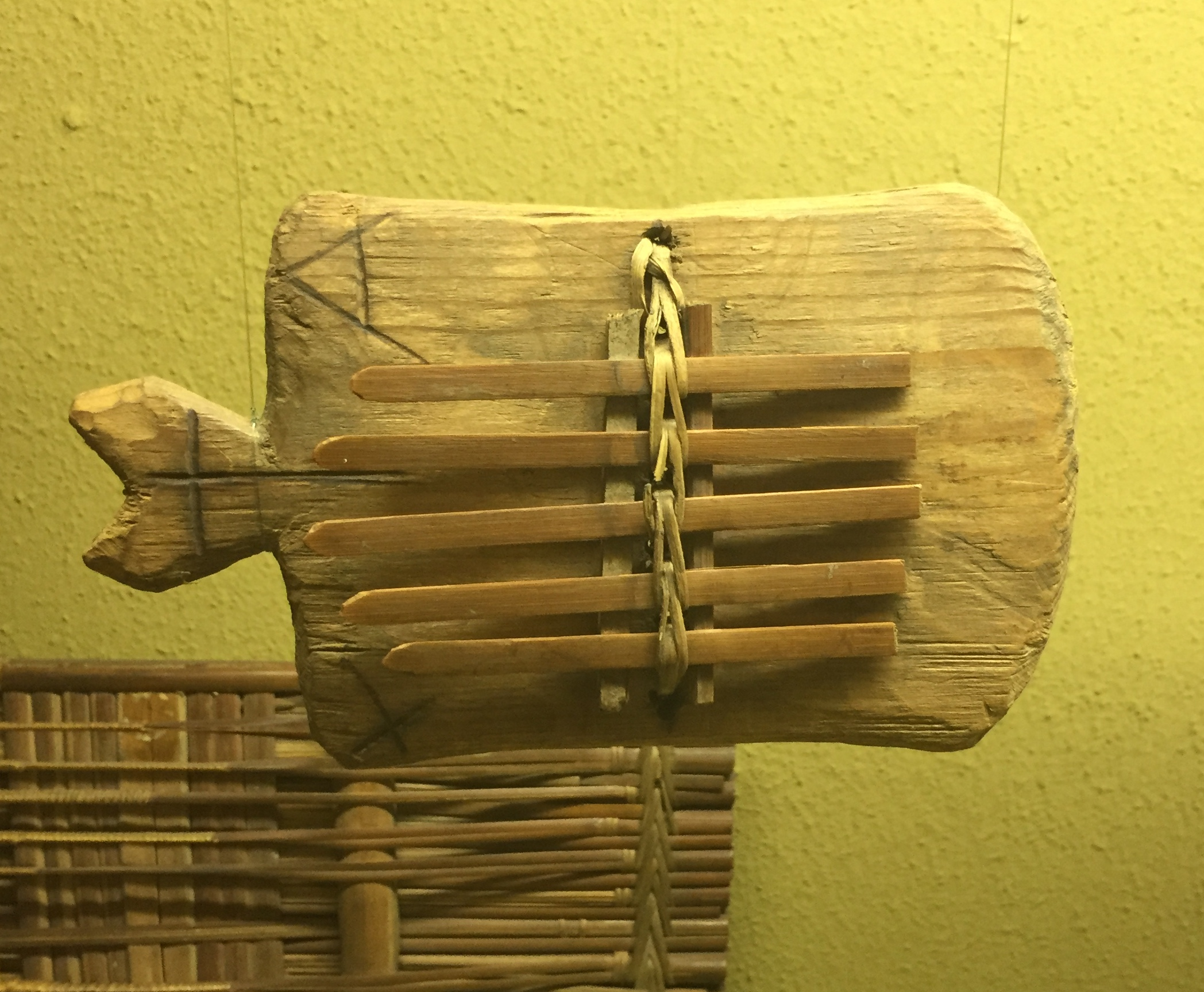
Mbira traditionnel à lamelles de bois.
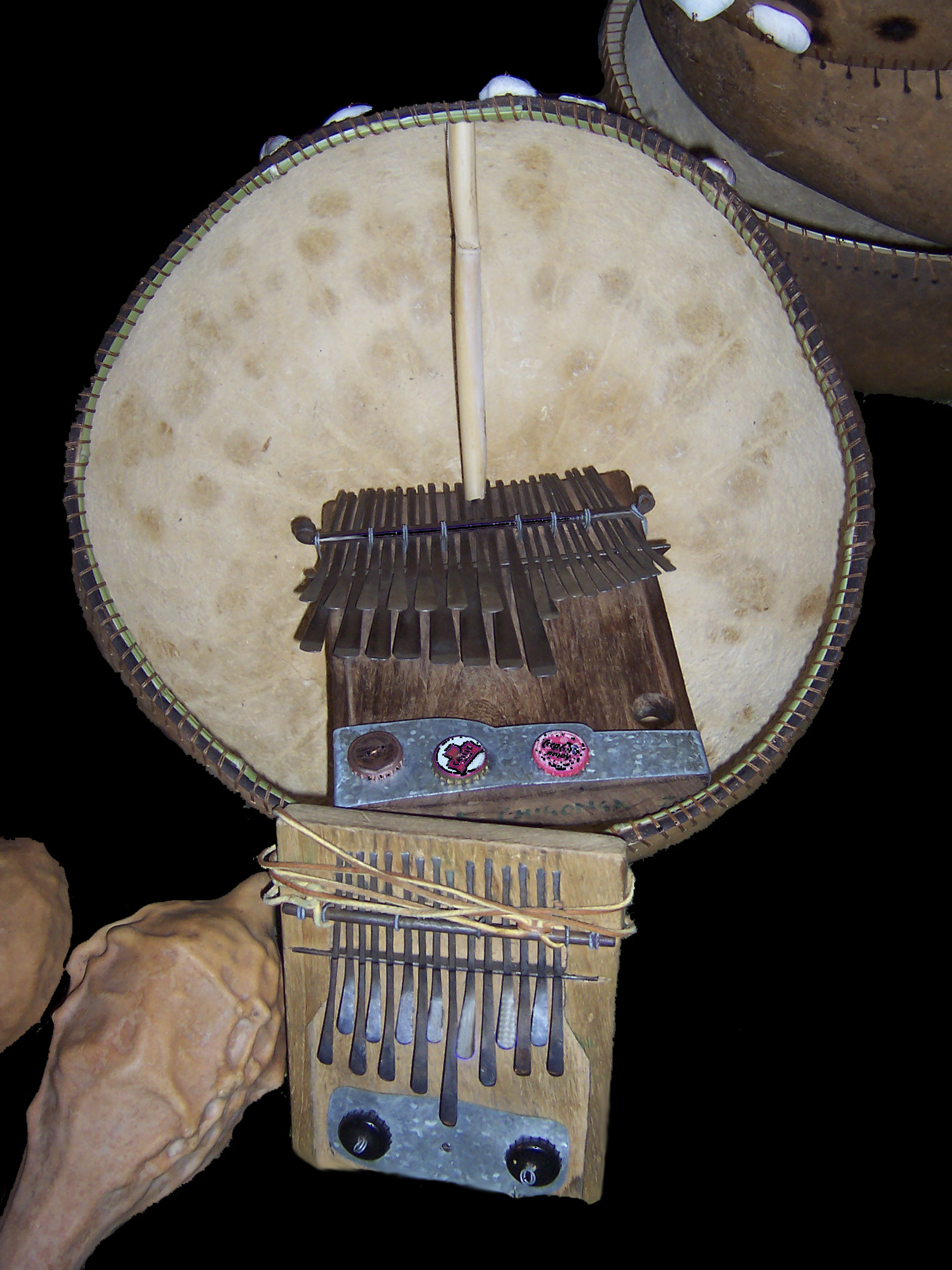
Deux sanzas, et caisse de résonance en tambour.